# Renaud Darmanin
Pour les articles homonymes, voir Darmanin.
Renaud Darmanin, né le 18 octobre 1984 à Paris 13e, est un chef cuisinier français établi dans le Cantal depuis 2010. Il est chef de son propre restaurant,.
Famille :
Il est le petit fils de Jacques Darmanin, né le 10 février 1935 à Denain, qui est l'oncle de Gérald Darmanin.
Son arrière grand-père, Rocco Darmanin, né à Béja en Tunisie est issu d'une famille maltaise.

## Biographie
Aîné d'une fratrie de six enfants, Renaud Darmanin passe son adolescence dans le Puy de Dôme. 
Il obtient un baccalauréat hôtelier restauration et un BTS hôtellerie restauration au lycée de Chamalières.
En 2010, il reprend l'auberge de la Tour à Marcolès dans le Cantal avec son ex-épouse Lorraine Denoyer qui l'accompagnera jusqu'en 2021.
En 2014, il est repéré par le guide Gault et Millau qui lui attribue le trophée jeune talent Auvergne puis en 2016 le trophée Innovation pour le bassin Rhône Alpes Auvergne.
En août 2014, Jean-Luc Petitrenaud s'arrête pour déjeuner à l'Auberge de la Tour à Marcolès, le 4 et 5 novembre 2014, il pose ses caméras pour tourner son émission Les Escapades de Petitrenaud pour une diffusion sur France 5 le 14 décembre 2014.
En 2018, il obtient une étoile au guide Michelin,.
En 2019, une émission lui est consacrée sur France 3 avec Julie Andrieu, animatrice de télévision et critique gastronomique française.
En Avril 2023, il ouvre un deuxième restaurant  " oxalis " dans la même bâtisse. Début décembre 2023 un bib gourmand lui est décerné par le guide Michelin.